# Scabrotrophon inspiratum
Scabrotrophon inspiratum is een slakkensoort uit de familie van de Muricidae. De wetenschappelijke naam van de soort is voor het eerst geldig gepubliceerd in 2003 door Houart.